# Счастливы вместе (фильм, 1997)
«Сча́стливы вме́сте» (иер. трад. 春光乍洩, упр. 春光乍泄, ютпхин: ceon1gwong1za3sit3, пиньинь: chūn guāng zhà xiè) — гонконгский романтический фильм 1997 года Вонга Карвая с Лесли Чуном и Тони Люном в главных ролях. Английское название фильма было вдохновлено песней группы The Turtles 1967 года, которая также прозвучала в фильме, а китайское название является идиомой, означающей «разоблачение чего-то интимного».
Фильм считается одним из лучших ЛГБТ-фильмов в новом квир-кинематографическом движении и получил много положительных отзывов.

## Сюжет
Фильм повествует об однополой паре, которая, путешествуя по миру, добралась до Аргентины. При этом они постоянно ссорятся, расстаются, однако затем вновь решают начать всё сначала.

## В ролях
- Лесли Чун — Хо Пховин
- Тони Люн — Лай Иуфай
- Чен Чан — Чхан
- Грегори Дэйтон — Любовник

## Прием
Фильм был в целом хорошо принят в Гонконге и с тех пор был тщательно проанализирован многими китайскими и гонконгскими учеными и кинокритиками, такими как Рей Чоу (周蕾) и 陳劍梅.
На Rotten Tomatoes фильм имеет рейтинг одобрения 79 %, основанный на 34 отзывах, со средним рейтингом 7,20/10. На Metacritic фильм имеет оценку 69 из 100, основанную на 16 отзывах критиков, что указывает на «в целом благоприятные отзывы».

## Награды и номинации
| Церемония                                     | Категория                                                      | Номинирован              | Результат |
| --------------------------------------------- | -------------------------------------------------------------- | ------------------------ | --------- |
| Каннский кинофестиваль 1997                   | Приз за лучшую режиссуру                                       | Вонг Карвай              | Победа    |
| Каннский кинофестиваль 1997                   | Золотая пальмовая ветвь                                        |                          | Номинация |
| 7-й Аризонский международный кинофестиваль    | Приз зрительских симпатий — Самый популярный иностранный фильм |                          | Победа    |
| 34-й Золотая лошадь                           | Лучшая режиссура                                               | Вонг Карвай              | Номинация |
| 34-й Золотая лошадь                           | Лучший актёр                                                   | Лесли Чун                | Номинация |
| 34-й Золотая лошадь                           | Лучшая операторская работа                                     | Кристофер Дойл           | Победа    |
| 17-я Гонконгская кинопремия                   | Лучший фильм                                                   |                          | Номинация |
| 17-я Гонконгская кинопремия                   | Лучшая режиссура                                               | Вонг Карвай              | Номинация |
| 17-я Гонконгская кинопремия                   | Лучший актёр                                                   | Тони Люн                 | Победа    |
| 17-я Гонконгская кинопремия                   | Лучший актёр                                                   | Лесли Чун                | Номинация |
| 17-я Гонконгская кинопремия                   | Лучшая роль второго плана                                      | Чанг Чен                 | Номинация |
| 17-я Гонконгская кинопремия                   | Лучшая работа художника-постановщика                           | Уильям Чанг              | Номинация |
| 17-я Гонконгская кинопремия                   | Лучшая операторская работа                                     | Кристофер Дойл           | Номинация |
| 17-я Гонконгская кинопремия                   | Лучший дизайн костюма и грима                                  | Уильям Чанг              | Номинация |
| 17-я Гонконгская кинопремия                   | Лучший монтаж фильма                                           | Уильям Чанг, Вонг Минлам | Номинация |
| 4-я Премия гонконгского общества кинокритиков | Фильм «За заслуги»                                             |                          | Победа    |
| 14-й Независимый дух                          | Лучший иностранный фильм                                       |                          | Номинация |